# Massimo Dutti
Massimo Dutti är ett klädföretag ägt av den spanska koncernen Inditex, som även äger Zara. Företaget grundades 1985 och tillverkade herrkläder. Företaget köptes av Inditex 1991, och har cirka 400 butiker i 29 länder. I Sverige finns tre butiker i Stockholm och en i Göteborg.